# Pepe Fernández

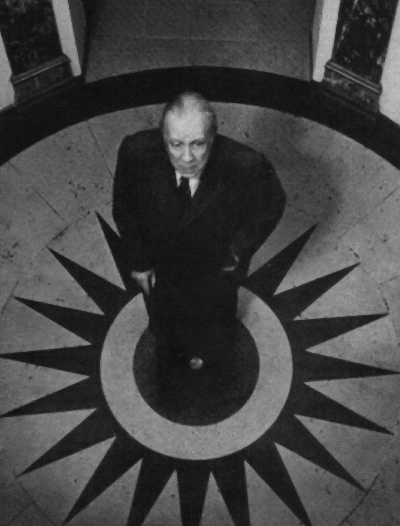
Jorge Luis Borges fotografiado en París por Pepe Fernández.

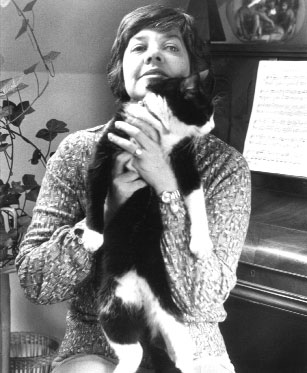
María Elena Walsh por Pepe Fernández, a quien le dedicó la Zamba para Pepe.

José María Fernández (Buenos Aires, 16 de diciembre de 1928-París, Francia, 14 de julio de 2006), más conocido como Pepe Fernández, fue un escritor, pianista y fotógrafo argentino domiciliado en Francia desde los años 1960.

## Biografía
Estudió piano con Enrique Barenboim, padre de Daniel Barenboim, amigo de Juan Rodolfo Wilcock, Héctor Bianciotti, Alberto Greco cambió el piano por la fotografía y en agosto de 1954 parte a París con Silvina Ocampo y Adolfo Bioy Casares, allí lo esperaban Leda Valladares y María Elena Walsh que le escribe y dedica su famosa Zamba para Pepe(*)- suerte de himno a los amigos emigrados-, Julio Cortázar y  Lalo Schifrin. Y más tarde a Nadia Boulanger en 1966.
Regresa a Buenos Aires en 1956, trabaja en Editorial Abril como editor de fotonovelas y regresa a Francia en 1963 donde se establece definitivamente.
Es corresponsal de cine y deportes, y el fotógrafo obligado de los argentinos en París. Es corresponsal de Editorial Atlántida.
Será el fotógrafo de Astor Piazzolla, Pablo Neruda, Julio Cortázar, Mikis Theodorakis, Manuel Mujica Lainez, Guillermo Vilas, Osvaldo Piazza, Carlos Monzón, Jorge Luis Borges, Jairo, Paul Newman, Julie Christie, Rubén Juárez, Ernesto Sabato, Susana Rinaldi, Horacio Salgán, Italo Calvino y otros.
Expone sus trabajos en París, Nueva York y Buenos Aires.
Sara Facio organiza una muestra de su obra en el Teatro San Martín.
En Villa Ocampo (Casa de Cultura) se realizó una muestra homenaje con once de sus retratos a escritores con prólogo de Ernesto Schoo.
El Archivo José María "Pepe" Fernández se halla en pleno proceso de digitalización. El material puede verse en el sitio http://pepefernandez.org Archivado el 6 de mayo de 2021 en Wayback Machine.

## «Zamba para Pepe»
(*)
Hace muchos años que te fuiste
y sin una lágrima te despedí.
Como el argentino de los tangos
te quedaste solo en París
y ya lo canjeaste por neblina
al sol de tu país.
Hace muchos años que te quiero
y hace muchos más que te olvidas de mí.
Dicen que no vas a volver nunca
y tal vez yo no vuelva allí.
Te veré una noche por Corrientes
esquina Rivolí.
Todo cambia desde que te fuiste,
ya los argentinos no somos así.
Estamos mirándonos por dentro
y olvidándonos de París.
De nuestras cenizas renacemos,
humanos a morir.
Quedan pocos de los que decían
que en este país no se puede vivir.
Ya bajo las manos del escudo
el palito ha echado raíz
y un montón de efímeros laureles
supimos conseguir.
Cuando un amigo se va
nadie nos devolverá
todo el corazón que le prestamos,
tanta compartida soledad.
Un amigo nuevo no es lo mismo, Pepe,
nos quiere por la mitad.